# SC Friedrichsthal
Der SC Friedrichsthal ist ein Fußballverein aus Friedrichsthal im Saarland. Die erste Mannschaft derzeit spielt derzeit (Stand: Saison 2021/22)  in der neuntklassigen Bezirksliga Saarbrücken. Zwischen 1959 und 1963 spielte die erste Mannschaft in der damals zweitklassigen II. Division Südwest sowie in den Spielzeiten 1967/68 und 1969/70 in der damals ebenfalls zweitklassigen Regionalliga Südwest.

## Geschichte
Am 8. Juli 1893 wurde der Turn-Club Friedrichsthal gegründet, der sich 1902 in TV Friedrichsthal umbenannte. Am 26. Oktober 1919 fusionierte der Verein mit dem Sport- und Spielclub „Kolonie“ Friedrichsthal zur TuSpVgg Friedrichsthal. Am 2. Mai 1920 schloss sich der FC Viktoria Friedrichsthal dem Verein an und bildete dessen Fußballabteilung, die am 23. Januar 1921 als SV 1919 Friedrichsthal eigenständig wurde. Der Restverein benannte sich 1924 in TV 1893 Friedrichsthal um und fusionierte 1935 mit dem SV 1919 Friedrichsthal zum VfL Friedrichsthal. Am 17. Februar 1946 erfolgte die Umbenennung in SC Friedrichsthal. Seinen heutigen Namen trägt der Verein seit dem 17. Januar 1967.
1953 gelang der Mannschaft der Aufstieg in die Amateurliga Saarland. Im Jahre 1959 wurden die Friedrichsthaler Meister und stiegen in die II. Division auf. Die beste Platzierung erreichte der Verein in der Saison 1961/62 mit dem dritten Platz. Ein Jahr später verpasste die Mannschaft die Qualifikation für die Regionalliga Südwest. 1967 und 1969 wurden die Friedrichsthaler Meister der Amateurliga und schafften den Aufstieg in die Regionalliga. Beide Male folgte nach einer Saison der Wiederabstieg. In der Saison 1975/76 qualifizierte sich der SC durch den Gewinn des erstmals seit 1953 wieder ausgetragenen Saarlandpokals im Jahre 1975 (4:3-Finalsieg über den SV Hasborn) für den DFB-Pokal. In der ersten Runde unterlagen die Friedrichsthaler dem SC Herford auswärts mit 1:3.
Nach mehreren Jahren Mittelmaß in der Amateurliga verpasste der SC 1978 die Qualifikation zur Oberliga Südwest nur knapp. Bis 1991 spielten die Friedrichsthaler in der nunmehr viertklassigen Verbandsliga Saarland. Eine Rückkehr gab es nur zwischen 1994 und 1996. Im Jahre 1999 stieg die Mannschaft erstmals in die Bezirksliga ab, schaffte aber den sofortigen Wiederaufstieg. 2007 folgte die Meisterschaft in der Landesliga und der Aufstieg in die Verbandsliga, die seit 2009/10 unter der Bezeichnung Saarlandliga die höchste Spielklasse im saarländischen Fußball (bundesweit 6. Spielstufe) darstellt.
Nach der Saison 2017/18, in der die erste Mannschaft in der Saarlandliga den 9. Tabellenplatz belegte, beschloss der Verein nach dem Tod des bisherigen Mäzens Jürgen „Charly“ Braun aus finanziellen Gründen einen sportlichen Neuanfang zu starten und stieg freiwillig um drei Spielklassen in die neuntklassige Bezirksliga Saarbrücken ab. Nach dem Gewinn des Meistertitels in ihrer Bezirksligastaffel in der Saison 2021/22 stiegen die Friedrichsthaler in die Landesliga Süd auf.

## Persönlichkeiten
- Dieter Ferner
- Thomas Graf
- Dieter Harig
- Heinz-Jürgen Henkes